# Michael Bloomberg
Michael Rubens Bloomberg  (Medford, Massachusetts, 1942. február 14. –) amerikai üzletember, New York volt polgármestere. A Brit Birodalom Rendje lovagparancsnoki osztályának birtokosa (KBE).

## Élete

### Ifjúkora

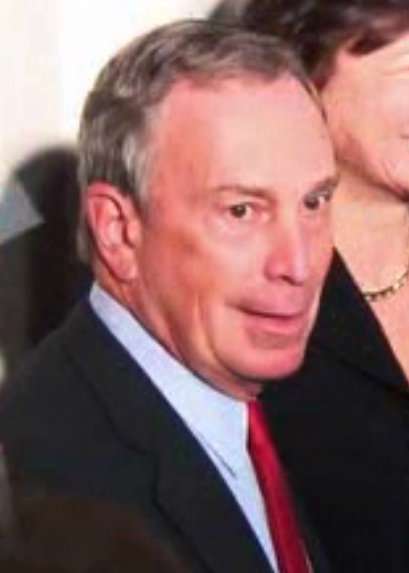

Bloomberg zsidó és közép-európai felmenőkkel rendelkezik: apja lengyel bevándorló volt, aki könyvelőként dolgozott, anyja, Charlotte Rubens pedig Jersey City-ből származott. Bloomberg a Johns Hopkins Egyetemen mérnökként végzett 1964-ben, majd a Harvard Egyetemre ment megszerezni az MBA fokozatot.

### Üzleti pályafutása
1966-ban, tanulmányai befejezése után, a Salomon Brothersnél (ma Salomon Smith Barney) helyezkedett el. A vállaltnál 15 év alatt partneri szintet ért el. Miután a Salomon Brotherst 1981-ben felvásárolták, állását elvesztette, de partneri pozíciójából 10 millió $-ért vásárolták ki. Ebből a pénzből alapította meg még abban az évben saját üzleti informatikai és tanácsadó cégét, az Innovative Market Systems-t, amit később Bloomberg L.P.-re nevezett át.

### Politikai pályafutása
2001-ben választották meg New York polgármesterének Rudy Giuliani utódaként. A Demokrata Pártból a Republikánusba lépett át. 2005-ben újraválasztották. 2006 decemberében egy nagyvonalú tervet hirdetett meg New York hosszútávú fejlesztéseire (PlaNYC 2030), amely többek közt tartalmazza  az útdíj bevezetését New York belvárosában. 2007. június 20-án azzal lepte meg a közvéleményt, hogy szakított a Republikánus Párttal, és független politikussá vált. Így a választási kampányt jórészt saját zsebéből finanszírozta, körülbelül 75 millió $-t költött a polgármesteri szék újbóli megszerzésére. Újraindulásához arra is szükség volt, hogy New York város tanácsa megváltoztassa azt a rendelkezést, ami két ciklusra tette lehetővé, hogy egy személy a város polgármestere legyen. Harmadik ciklusában kampányt indított a dohányzás és a nagy kiszerelésű cukros üdítőitalok forgalmazása ellen. (Utóbbi tilalmat 2013-ban a bíróság megsemmisítette.) A ciklus során vita robbant ki a városi rendőrség azon gyakorlata körül, hogy megalapozott indok nélkül megállíthat, kikérdezhet és átkutathat járókelőket (stop-and-frisk). Bloomberg védelmébe vette a gyakorlatot, mint a bűnmegelőzés egyik fontos elemét. Polgármesteri megbízatása 2013-ban járt le, utóda Bill de Blasio lett. Ezt követően visszatért cége vezetésébe, illetve környezetvédelmi témájú kezdeményezésekbe kapcsolódott be.

## Elismerések
2014-ben megkapta a Brit Birodalom Rendje kitüntetés lovagparancsnoki (KBE) fokozatát.

## Vagyona
Bloomberg vagyonát 2014 júniusában 34,1, 2017-ben 53,4 milliárd amerikai dollárra becsülték.